# Liu Jingyan
Liu Jingyan, född 531, död 615, var en kinesisk kejsarinna.
Hon var gift med kejsar Xuan av Chendynastin och mor till kejsar Chen Shubao. Hon var regent under sin sons sjukdom år 582.  